# Material de Saint-Venant–Kirchhoff
El material de Saint-Venant–Kirchhoff es un modelo teórico de material ampliamente usado en muchas aplicaciones ingenieriles. El material de Saint-Venant–Kirchhoff es el modelo de material hiperelástico más simple de material hiperelástico e isótropo. Su principal reside en que es un modelo asintótico de pequeñas deformaciones, es decir, cualquier material elástico sometido a pequeñas deformaciones, se aproxima asintóticamente a este modelo. Sin embargo a grandes deformaciones tiene limitaciones tanto teóricas como prácticas, ya que por ejemplo a grandes compresiones el modelo es termodinámicamente incosistente al ser su potencial una función convexa.

## Relación entre tensión y deformación
La ecuación constitutiva entre la tensión y la deformación tiene la forma:

{\displaystyle \mathbf {S} =\lambda {\mbox{tr}}(\mathbf {E} )~\mathbf {I} +2\mu \mathbf {E} }

donde:
{\displaystyle \mathbf {S} }, es el segundo tensor de Piola-Kirchoff (que para pequeñas deformaciones no difiere del tensor de tensiones de Cauchy).
{\displaystyle \mathbf {E} } es el tensor deformación infinitesimal linealizado de Green-Lagrange
{\displaystyle \lambda } y {\displaystyle \mu } son los coeficientes de Lamé.
Las ecuaciones anteriores pueden ser derivadas a partir del siguiente potencial o función de energía de deformación para este modelo es:

{\displaystyle W(\mathbf {E} )={\frac {\lambda }{2}}[{\mbox{tr}}(\mathbf {E} )]^{2}+\mu {\mbox{tr}}(\mathbf {E} ^{2})}

Obteniéndose el tensor tensión (segundo tensor de Piola-Kirchhoff) puede ser derivado de la relación:

{\displaystyle \mathbf {S} ={\cfrac {\partial W}{\partial \mathbf {E} }}}

## Limitaciones teóricas
La potencial de energía de deformación para este modelo es una función convexa, pero como J. Ball (1977) demostró esta situación no es físicamente realista. Esto puede verse directamente considerando un problema de compresión unidimensional uniforme de una pieza recta cuya ecuación constitutiva estuviera dada por el material de Saint Venant-Kirchhoff. Considérese que se somete dicha barra a un acortamiento:

{\displaystyle 1\geq \Lambda ={\frac {L_{f}}{L_{0}}}>0}

donde {\displaystyle \scriptstyle \Lambda } es la relación entre la longitud final (más pequeña que la inicial) e inicial. El gradiente de deformación y el tensor de deformación de Green-Lagrange

{\displaystyle \mathbf {F} ={\begin{bmatrix}\Lambda &0&0\\0&0&0\\0&0&0\end{bmatrix}},\qquad \mathbf {E} ={\frac {1}{2}}(\mathbf {F} ^{T}\mathbf {F} -\mathbf {1} )={\frac {1}{2}}{\begin{bmatrix}\Lambda ^{2}-1&0&0\\0&0&0\\0&0&0\end{bmatrix}}}

A partir de la relación constitutiva y el gradiente de deformación se puede calcular el tensor de tensiones nominales (primer tensor de Piola-Kirchhoff) viene dados por:

{\displaystyle \mathbf {P} ={\begin{bmatrix}{\frac {\lambda +2\mu }{2}}\Lambda (\Lambda ^{2}-1)&0&0\\0&{\frac {\lambda }{2}}(\Lambda ^{2}-1)&0\\0&0&{\frac {\lambda }{2}}(\Lambda ^{2}-1)\end{bmatrix}}}

Puede verse que la tensión en la dirección de la barra siempre es negativa, pero no crece uniformemente a medida que la compresión impuesta acorta la barra:

{\displaystyle {\frac {dP_{xx}}{d\Lambda }}=3\Lambda ^{2}-1}

Dado que se espera que al acortar monótonamente la pieza la tensión de compresión también crezca monótonamente se llega a un resultado anómalo. De hecho para {\displaystyle \scriptstyle \Lambda \approx 0,577\dots } la tensión nominal alcanza un mínimo y a partir de ahí empieza a crecer a pesar de que la pieza sigue acortándose. Ese resultado claramente no físico es lo que descalifica teóricamente a este modelo para modelizar compresiones grandes. Sin embargo, en la práctica de la ingeniería estructural esto no es muy importante ya que las deformaciones unitarias raramente salen del rango de entre -0,01 y +0,01, donde las predicciones del modelo se ajustan muy bien a los datos reales.

## Modelo de Saint-Venant–Kirchhoff modificado
Debido a las limitaciones comentadas en la sección anterior diversos autores han propuesto modificaciones del modelo de Saint-Venant–Kirchhoff para que no haga predicciones no físicas para grandes valores de la compresión. La consistencia requiere que la función de energía de deformación sea policonvexa pero no convexa. Uno de los potenciales más usados que satisface esa condición es el llamado modelo de modificado de Saint-Venant–Kirchhoff dado por el siguiente potencial:

{\displaystyle W={\frac {\kappa }{2}}\ln ^{2}J+\mu {\mbox{tr}}(\mathbf {E} ^{2})}

donde:
{\displaystyle \kappa \,} es una constante relacionada con la compresibilidad (cuanto más incompresible tanto mayor su valor).
{\displaystyle \mu \,} es otra constante que tiene un papel análogo al módulo de elasticidad transversal del modelo de Saint-Venant–Kirchhoff convencional.
{\displaystyle \ln J=\ln \det \mathbf {F} =\ln(\det(1+2\mathbf {E} ))/2} es otra constante que tiene un papel análogo al módulo de elasticidad transversal del modelo de Saint-Venant–Kirchhoff convencional.
La relación entre tensiones y deformaciones ahora resulta ser:

{\displaystyle \mathbf {S} =2\left((W_{1}+W_{2}{\mbox{tr}}\ \mathbf {C} )\mathbf {1} -W_{2}\mathbf {C} +W_{3}(\det \mathbf {C} )\mathbf {C} ^{-1}\right)}

donde:
{\displaystyle W_{1}=\mu /2\cdot ({\mbox{tr}}\mathbf {C} -1),\quad W_{2}=-\mu /2,\quad W_{3}=\kappa \ln J/J^{2}}
{\displaystyle \mathbf {C} =\mathbf {1} +2\mathbf {E} }, es el tensor diestro de Cauchy-Green.
Para un tensor deformación diagonal se tiene la siguiente forma del segundo tensor de Piola-Kirchhoff:

{\displaystyle \mathbf {E} ={\begin{bmatrix}\varepsilon _{1}&0&0\\0&\varepsilon _{2}&0\\0&0&\varepsilon _{3}\end{bmatrix}}\quad \Leftrightarrow \quad \mathbf {S} ={\begin{bmatrix}2\mu \varepsilon _{1}+2\kappa {\frac {\ln J}{1+2\varepsilon _{1}}}&0&0\\0&2\mu \varepsilon _{2}+2\kappa {\frac {\ln J}{1+2\varepsilon _{2}}}&0\\0&0&2\mu \varepsilon _{3}+2\kappa {\frac {\ln J}{1+2\varepsilon _{3}}}\end{bmatrix}}}

Si alguno de las deformaciones unitarias tiende a -1/2 entonces la correspondiente tensión tiende a {\displaystyle \scriptstyle -\infty }, lo cual es lo esperado ya que dicho valor de deformación equivale a comprimir completamente a lo largo de dicha dirección. Por tanto en el límite se requeriría potencialmente una tensión infinita.